# Strictly 4 My N.I.G.G.A.Z.
Strictly 4 My N.I.G.G.A.Z. es el segundo álbum del rapero 2Pac lanzado el 16 de febrero de 1993. Similar a su debut, el álbum contiene muchas canciones en las que 2Pac hace hincapié en temas políticos y sociales.

## Título
El álbum iba a titularse "Troublesome 21", refiriéndose a la edad de 2Pac por entonces.
"N.I.G.G.A.Z.", además de ser el plural de "nigga", el término con el que los afroestadounidenses se reconocen entre ellos, es un retrónimo ideado por 2Pac con el significado de "Never Ignorant Getting Goals Accomplished" (Nunca ignorante y logrando las metas).
En el vinilo, el lado-A (canciones 1-8) fue llamado "Black Side" y el lado-B (canciones 9-16) "Dark Side".

## Recepción
Debutando en la posición #24 en las listas Billboard 200, este álbum tuvo un éxito comercial mayor que 2Pacalypse Now, y contiene muchas diferencias apreciables en las producciones. En este álbum (que alcanzó el estatus de platino) se pueden encontrar éxitos como "Keep Ya Head Up" y "I Get Around". Aunque el álbum fue originalmente lanzado por Interscope Records, los derechos pertenecen a Amaru Entertainment, el sello discográfico de la madre de Tupac Afeni Shakur.

## Lista de canciones
| #  | Título                          | Productor                   | Colaboración(es)            | Duración |
| -- | ------------------------------- | --------------------------- | --------------------------- | -------- |
| 1  | "Holler If Ya Hear Me"          | Stretch                     |                             | 4:38     |
| 2  | "Pac's Theme (Interlude)"       | The Underground Railroad    |                             | 1:56     |
| 3  | "Point the Finga"               | Big D The Impossible        |                             | 4:25     |
| 4  | "Something 2 Die 4 (Interlude)" | 2Pac; Big D The Impossible" |                             | 2:43     |
| 5  | "Last Wordz"                    | Bobby "Bobcat" Ervin        | Ice Cube, Ice-T             | 3:36     |
| 6  | "Souljah's Revenge"             | Bobby "Bobcat" Ervin        |                             | 3:16     |
| 7  | "Peep Game"                     | Bobby "Bobcat" Ervin        | Deadly Threat               | 4:28     |
| 8  | "Strugglin'"                    | Live Squad                  | Live Squad                  | 3:33     |
| 9  | "Guess Who's Back"              | Special Ed                  |                             | 3:06     |
| 10 | "Representin' 93"               | Truman Jefferson            |                             | 3:34     |
| 11 | "Keep Ya Head Up"               | DJ Daryl                    | Dave Hollister              | 4:22     |
| 12 | "Strictly 4 My N.I.G.G.A.Z..."  | Blinky Billz                |                             | 5:55     |
| 13 | "The Streetz R Deathrow"        | Sniper Tipper               |                             | 3:26     |
| 14 | "I Get Around"                  | Chocolate Clown             | Digital Underground         | 4:18     |
| 15 | "Papa'z Song"                   | Big D The Impossible        | Wycked, Poppi               | 5:26     |
| 16 | "5 Deadly Venomz"               | Stretch                     | Treach, Apache & Live Squad | 5:13     |

## Sencillos
| Información del sencillo |
| --- |
| "Holler If Ya Hear Me" - Lanzamiento: 4 de febrero de 1993 - Lado-B:                                                            |
| "I Get Around" - Lanzamiento: 10 de junio de 1993 - Lado-B:                                                                     |
| "Keep Ya Head Up" - Lanzamiento: 28 de octubre de 1993 - Lado-B: "Rebel of the Underground", "I Wonda If Heaven's Got a Ghetto" |
| "Papa'z Song" - Lanzamiento: 10 de marzo de 1994 - Lado-B: "Peep Game", "Cradle to the Grave"                                   |

- El lado-A de "I Get Around" incluye la canción "Nothing But Love".

## Posiciones en lista
| Año  | Álbum                      | Posiciones en lista | Posiciones en lista    |
| Año  | Álbum                      | Billboard 200       | Top R&B/Hip Hop Albums |
| 1993 | Strictly 4 My N.I.G.G.A.Z. | #24                 | #4                     |

| Año  | Canción           | Posiciones en lista   | Posiciones en lista              | Posiciones en lista | Posiciones en lista |                                    |
| Año  | Canción           | The Billboard Hot 100 | Hot R&B/Hip-Hop Singles & Tracks | Hot Rap Singles     | Rhythmic Top 40     | Hot Dance Music/Maxi-Singles Sales |
| 1993 | "I Get Around"    | #11                   | #5                               | #8                  | #7                  | #2                                 |
| 1993 | "Keep Ya Head Up" | #12                   | #7                               | #2                  | #3                  | #2                                 |
| 1994 | "Papa'z Song"     | #87                   | #82                              | #24                 | -                   | -                                  |

## Samples
- "Holler If Ya Hear Me" samplea "Atomic Dog" de George Clinton
- "Holler If Ya Hear Me" samplea "Get Off Your Ass And Jam" de Funkadelic
- "Holler If Ya Hear Me" samplea "Do It Any Way You Wanna" de People's Choice
- "Holler If Ya Hear Me" samplea "I Heard It Through The Grapevine" de Roger Troutman
- "Pac's Theme" samplea "Don't Worry If There's A Hell Below (We're All Gonna Go)" de Curtis Mayfield
- "Pac's Theme" samplea "Snatch It" de Buddy Guy
- "Last Wordz" samplea "Holy Ghost" de Bar-Kays
- "Souljahs Revenge" samplea "The Payback" de James Brown
- "Souljahs Revenge" samplea "Sing A Simple Song" de Sly & The Family Stone
- "Peep Game" samplea "Don't Change" de Curtis Mayfield
- "Peep Game" samplea "Sing A Simple Song" de Sly & The Family Stone
- "Keep Ya Head Up" samplea "Ooh Child" de Five Stairsteps
- "Keep Ya Head Up" samplea "How Do We Keep The Music Playing" de James Ingram
- "Keep Ya Head Up" samplea "Be Alright" de Zapp
- "The Streetz R Death Row" samplea "Synthetic Substitution" de Melvin Bliss
- "The Streetz R Death Row" samplea "You're The One I Need" de Barry White
- "I Get Around" samplea "The Ladder" de Prince
- "I Get Around" samplea "Bumpin' Bus Stop" de Thunder & Lightning
- "I Get Around" samplea "I Can Make You Dance" de Zapp
- "I Get Around" samplea "Computer Love" de Zapp
- "Papa'z Song" samplea "Soul Shadows" de Bill Withers

- Datos: Q262226